# Coffee & TV
«Coffee & TV» —en español: «Café y televisión»— es una canción de la banda de rock británica Blur. Fue escrita por el guitarrista de la banda, Graham Coxon, quien también cantó la voz principal en lugar del líder Damon Albarn. La canción aparece en el sexto álbum de estudio, 13 (1999), y fue el segundo sencillo lanzado del álbum el 28 de junio de 1999. La letra describe la lucha de Coxon con el alcoholismo y el video de la canción, que presenta un cartón de leche sensible en busca de Coxon, ganó varios premios. Comercialmente, "Coffee & TV" alcanzó el puesto 11 en el Reino Unido y el 26 en Irlanda. Fue un gran éxito en Islandia, donde alcanzó el puesto número 2 en septiembre de 1999.

## Trasfondo y grabación
La canción fue grabada, junto con el resto del material de 13 a finales de 1998, con el productor William Orbit. Coxon escribió la canción sobre su lucha contra el alcoholismo y cómo se relajaría mirando televisión con una taza de café y escribiendo canciones. Esta experiencia también contribuyó a su primer álbum en solitario, The Sky Is Too High.
El estilo musical de la canción es una anomalía en comparación con el resto de 13, y parece similar a los primeros días de Britpop de la banda. A pesar de presentar una fuerte distorsión de guitarra y comentarios durante la pausa instrumental, las principales características de 13, la pista generalmente presenta letras y voces tranquilas y tenues. La edición de los sencillos corta la parte instrumental después del desvanecimiento de "Milky" y dura unos 40 segundos menos que la versión del álbum. Esta parte instrumental es una pista oculta que, aunque oficialmente sin título, se conoce como "Coffee & TV Exitlude".

## Video musical
Para promocionar el sencillo, la banda reclutó a Hammer & Tongs para dirigir y producir un video adecuado. El resultado mostró un cartón de leche consciente conocido como "Milky" en busca de Coxon, quien apareció como el rostro de una persona desaparecida de lado.
El video ganó varios premios en 1999 y 2000, incluido el de Mejor Video en los Premios NME y los Premios MTV Europe. En 2002, el video fue clasificado como el cuarto mejor video de todos los tiempos por VH1. En 2005, fue votado como el decimoséptimo mejor video pop de todos los tiempos en una encuesta realizada por Channel 4. En 2006, la revista Stylus Magazine lo ubicó en el puesto 32 en su lista de los 100 mejores videos musicales de todos los tiempos. En una encuesta similar, NME lo clasificó como el vigésimo mejor video musical de todos los tiempos. Además, el video recibió una gran rotación en MTV en los EE. UU.
El modelo de Milky, tal como se usa en el video, se vendió en una subasta de recuerdos de Blur en 1999.
El 12 de agosto de 2012, cuando Blur tocó en la celebración del concierto de clausura de los Juegos Olímpicos de Londres 2012 en Hyde Park, los fanáticos que compraron una camiseta de Blur ese día recibieron una réplica gratuita de un cartón de leche de Milky.
La canción suena en la televisión en la temporada 3 de Los Soprano, en el episodio "Pine Barrens".

## Recepción
La canción alcanzó el número 11 en la UK Singles Chart el 4 de julio de 1999. El gerente de Blur, Chris Morrison, creía que se había privado de un lugar entre los 10 primeros después de que se confirmó que no se registraron algunas cifras de ventas. La edición del sencillo de la canción también apareció en la compilación Blur: The Best Of, lanzada en 2000, y apareció en la banda sonora de Cruel Intentions.
Piers Martin de NME seleccionó la pista como uno de los aspectos más destacados del álbum, afirmando que demostraba que "Graham es un gran guitarrista y, qué sabes, es un cantante bastante decente". La canción también fue elogiada por la banda Straw en Melody Maker. Rolling Stone describió la canción como un cruce entre Pavement y Brian Eno alrededor de Taking Tiger Mountain.
El solo de guitarra de Coxon en la pista ha recibido elogios de la crítica. En una revisión retrospectiva, NME declaró que el solo de guitarra era el número 38 de los 50 mejores solos de todos los tiempos, y lo describió como "una serie de notas discordantes, que se convirtieron en una tormenta de cuerdas dobladas sin control". The Independent describió el solo como "uno de los mejores de Coxon".

## Lista de canciones
- CD 1

1. «Coffee & TV»
2. «Trade Stylee» (Remix de "Bugman", de Alex)
3. «Metal Hip Slop» (Remix de "Bugman", de Graham)

- CD 2

1. «Coffee & TV»
2. «X-Offender» (Remix de "Bugman, de Damon / Control Freak)
3. «Coyote» (Remix de "Bugman", de Dave)

- Casete

1. «Coffee & TV»
2. «X-Offender» ( Remix de "Bugman", de Damon / Control Freak)

- 12"

1. «Coffee & TV»
2. «Trade Stylee» (Remix de "Bugman", de Alex)
3. «Metal Hip Slop» (Remix de "Bugman", de Graham)
4. «X-Offender» (Remix de "Bugman", de Damon / Control Freak)
5. «Coyote» (Remix de "Bugman", de Dave)

- CD (Europa y Australia)

1. «Coffee & TV»
2. «Trade Stylee» (Remix de "Bugman", de Alex)
3. «Metal Hip Slop» (Remix de "Bugman", de Graham)
4. «Coyote» (Remix de "Bugman", de Dave)
5. «X-Offender» (Remix de "Bugman", de Damon / Control Freak)

- CD (Japón)

1. «Coffee & TV»
2. «Tender» (Remix de Cornelius)
3. «Bugman»
4. «Trade Stylee» (Remix de "Bugman", de Alex)
5. «Metal Hip Slop» (Remix de "Bugman", de Graham)
6. «Coyote» (Remix de "Bugman", de Dave)
7. «X-Offender» (Remix de "Bugman", de Damon / Control Freak)

## Posicionamiento en listas
| Listas (1999)       | Mejor posición |
| ------------------- | -------------- |
| Irish Singles Chart | 26             |
| UK Singles Chart    | 11             |